# Rhinonyssus kadrae
Rhinonyssus kadrae (лат.) — вид клещей рода Ptilonyssus из семейства Rhinonyssidae.
Материал: Голотип самка (ZISP 5056), 1 паратип самка (ZISP 5057) с Anas platyrhynchos Linnaeus (Anseriformes: Anatidae), Россия, Ленинградская область, Дубровка, (59° 50' N, 30° 56' E), 28 .09. 2011; сб. И. Димов.
Самка. (голоип и паратип): LB — 775 (782); WID — 433 (443); LPS — 276 (285); WPS — 224 (231); LGS −129 (132); WGS — 57 (60); LG — 94 (98); WG −74 (76); LCH — 69 (74); WCH −18 (20); Lleg I — 436 (457); Lleg II — 405 (412); LlegIII — 386 (401); Lleg IV — 382 (408).
Дорсальная поверхность: Идиосома яйцевидной формы. Подосомальный щит сильно склеротизованный, трапециевидной формы, на его поверхности имеется 12 щетнок (j3, 5, z2, 3, 5, 6). Мезосомальные щитки отсутствуют. Дорсальная идиосома несет на себе 9 щетинок (Z3, 5, 6, R1) и 1 пару мезолатеральных щетинок (r5). Стигмы без перитрем, расположены дорсолатерально на уровне кокс IV.
Вентральная поверхность: Стернальный щит отсутствует, имеется 3 пары стернальных щетинок (St1-3). Генитальный щит относительно широкий и склеротизованный, без генитальных щетинок на поверхности. Вентральная опистосомальная поверхность несет 23 щетинки (Jv1-4, Zv1-5, UR1-3). Анальный щит сильно склеротизованный, с очень неровными плохо различимыми границами. Анус локализован в передней части анального щита. Две преанальные щетинки расположены по бокам анального щита (Ad). Крибрум отсутствует.
Хетотаксия ног: кокса: 2-2-2-1, вертлуг: 3-4-4-4, бедро: 8-7-5-4, колено: 6-8-8-8, голень: 4-5-6-7, лапка: 20-14-16-17. Коксы и вертлуги вентральной стороны ног сильно склеротизованные.
Самец, личинка, нимфы: не известны.

## Хозяева и распространение
Паразитирует на Anas platyrhynchos (типовой хозяин).
Обирает на территории России в Ленинградской области.